# Мандара
Мандара, или Мандаранчал (санскр. मंदर), — гора, описываемая в индуистских священных текстах Пуранах. В пуранической истории пахтанья Молочного океана, дэвы и асуры использовали Мандару как мутовку, а зме́я Васуки — как верёвку.
В Пуранах описываются различные святые места, расположенные на горе Мандаре.
В традиции джайнов Мандара — более позднее именование горы Меру, центра срединного мира из трёх основных миров Вселенной; она высотой 1040 йоджан, из которых тысяча йоджан скрыта под поверхностью земли.
С пуранической Мандарой часто ассоциируется одноимённый гранитный холм Мандара, расположенный на дороге между Бхагалпуром и Думкой, рядом с деревней Баунси. Холм имеет высоту 250 метров. На нём находятся древние индуистские каменные скульптуры и барельефы. В «Кумарсамбхаве» Калидасы говорится, что на его склонах имеется отпечаток стопы Вишну. Холм также является местом паломничества для джайнов, так как 12-й джайнский тиртханкара достиг на его вершине просветления.